# 沈北新区
沈北新区是中华人民共和国辽宁省沈阳市下辖的一个市辖区。位于沈阳市区北郊，新区政府駐辉山街道明珠路1号。

## 历史沿革
1948年撤沈阳县，析县北部置新城子区，以驻地得名。1954年称北郊区。1956年撤销。1960年复置。
2006年10月经中华人民共和国民政部批准（民函〔2006〕300号），原新城子区更名为沈北新区。沈北新区由原新城子区、辉山农业高新技术开发区、虎石台经济技术开发区和道义国家级星火技术密集区为主体共同组成，享有市级经济管理权和部分城市规划建设管理权。

## 行政区划
沈北新区下辖10个街道办事处：
新城子街道、清水台街道、辉山街道、道义街道、虎石台街道、财落街道、马刚街道、黄家街道、兴隆台街道、正良街道、青年农场、前进农场、育新农场、马刚林场、示范农场和沈北新区种畜场。
其中，辉山街道、道义街道、虎石台街道由蒲河新城代管。

## 人口
截至2020年11月1日零時，沈北新區常住人口為619375人。

## 交通
- 102国道过境。

## 特产
清水大米：中国地理标志产品。